# Claudette Colbert
Claudette Colbert, geboren als Lily Claudette Chauchoin (Saint-Mandé, 13 september 1903 - Speightstown (Barbados), 30 juli 1996), was een Frans-Amerikaans actrice.

## Levensloop
Ze werd geboren in Saint-Mandé (Frankrijk) en verhuisde naar de Verenigde Staten rond 1906. Ze acteerde al op de middelbare school en kwam in 1923 op Broadway terecht. In 1927 speelde ze in haar eerste film.
In 1934 won ze een Oscar voor haar rol in de komedie It Happened One Night. Tussen 1935 en 1954 heeft ze deelgenomen aan en opgetreden in de radioprogramma's Lux Radio Theater en The Screen Guild Theater. In 1958 ging ze terug naar Broadway (al speelde ze in in 1961 nog wel in de film Parrish en in 1987 in de televisieserie The Two Mrs. Grenvilles). In 1987 ging ze met pensioen.

## Privéleven
Claudette Colbert is twee keer getrouwd geweest.
In 1996 overleed ze aan een beroerte.

## Filmografie

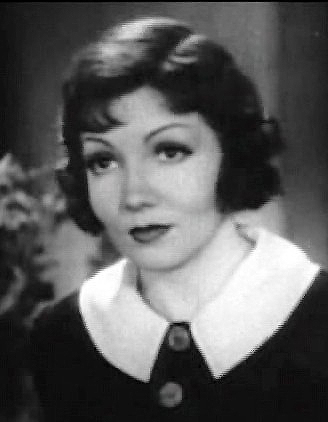
Claudette Colbert
(1933), screenshot uit I Cover the Waterfront

- Bibsys: 99002649
- Biblioteca Nacional de España: XX1654182
- Bibliothèque nationale de France: cb13992028v (data)
- Catàleg d'autoritats de noms i títols de Catalunya: 981058509228906706
- Gemeinsame Normdatei: 130343234
- International Standard Name Identifier: 0000 0003 6859 2586
- Library of Congress Control Number: n84151653
- MusicBrainz: 1f22ded3-0c0f-424d-829a-50a3f684a926
- National Archives and Records Administration: 17366220
- Nationale Bibliotheek van Tsjechië: ola2002158991
- Nationale bibliotheek van Australië: 35225271
- Nationale Bibliotheek van Israël: 987007337469505171
- Nederlandse Thesaurus van Auteursnamen: 114520011
- LIBRIS: 237556
- SNAC: w6ws8xj6
- Système universitaire de documentation: 058634460
- Trove: 872495
- Virtual International Authority File: 88078262
- WorldCat: E39PBJjXkyRdpXbmPfTrqgCG73